# Parc de Montjuzet
Le parc de Montjuzet est le plus grand parc de Clermont-Ferrand. Il occupe un petit volcan qui domine la ville au nord et qui lui donne son nom.

## Situation
D'une superficie de 26 hectares, d'une hauteur de 485 m, il occupe la quasi-totalité d'une butte qui domine l'agglomération clermontoise au nord-ouest, ce qui en fait un point de vue privilégié sur la ville et ses alentours.
On y trouve un jardin d'essences méditerranéennes (le cyprès de Provence, le pin parasol, le chêne vert, l'olivier) et exotiques (le palmier de Chine, diverses espèces d'eucalyptus, le nothofagus, le désespoir des singes). Il abrite également quatre ruches.

## Toponymie

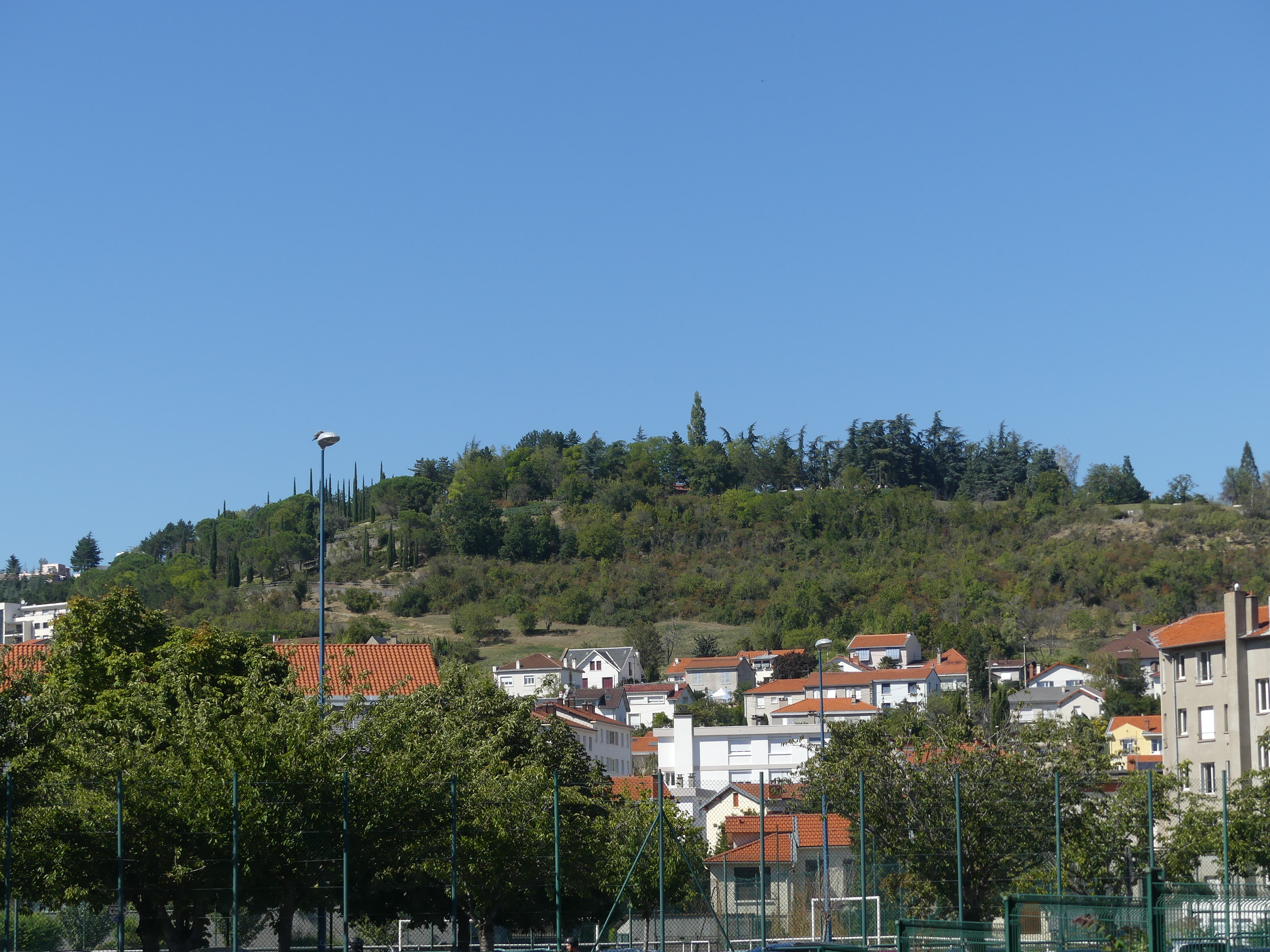
Colline de Montjuzet.

Le nom du parc vient de l'occitan Mont-Jusèu prononcé \muŋ dʒyˈze\.    
Certains auteurs des XVIIIe et XIXe siècles lui prêtaient l'étymologie latine Mons-Jovis, « Mont de Jupiter ». Une hypothèse suggère qu'un temple dédié à ce Dieu romain ait été érigé au sommet du mont, mais aucune trace ni vestige ne demeure aujourd'hui.   
Montjuzet est très liée au quartier de Fontgiève, faubourg où résidait la communauté juive de Clermont. Une autre hypothèse avance le terme de Monte-Judaïco ou Mons Judaïcus, montagne des juifs. L'ensemble formait un vaste territoire lié à la population juive clermontoise, qui souvent était propriétaire des vignobles plantés depuis le Moyen Âge,.  

## Histoire
Dès la fin de la Grande Guerre, la municipalité de Clermont-Ferrand prévoit un plan d'extension et d'urbanisme en créant un vaste parc d'agrément au sommet du Montjuzet. 
Pendant la Seconde Guerre mondiale, la colline sert d'observatoire. Dès août 1939, la section de mitrailleurs de D.C.A. (défense contre-avions) du 92e Régiment d'infanterie, installe ses quartiers et organise des opérations de vigilance pour protéger des incursions d'aéronefs possibles dans les quartiers Sud-Est de la ville. Durant l'hiver 1942-1943, la Luftwaffe à son tour prend ce poste de surveillance pour tenter d'intercepter les raids d'avions alliés. 

## Les fées du Montjuzet
Dans les premiers temps elle [la montagne] était chargée de sombres forêts (de chêne), où les prêtres gaulois, connus sous le nom de Druides, faisaient leur demeure... Ils avaient des femmes qui demeuraient avec eux dans les bois, auxquelles on donnait le nom de fées et de fatuae, comme on nommait Fatua la bonne déesse, suivant Macrobe. Il n'y a pas 40 ans que l'on exprimait le même nom en langage auvergnat par celui de fade ; et comme les druides faisaient leur séjour dans les bois de la colline de Montjousé, consacrée à Jupiter, qui a conservé le nom de ce Dieu, on donnait le nom de fades de Montjousé aux dévotes qui ont un air stupide...
Ces servantes des druides étaient appelées également les « bonnes filles », faisaient leur noviciat avec eux et participaient aux rites païens. Ambroise Tardieu aurait d'ailleurs reproduit un bas-relief portant la légende suivante « Prêtresse ou Fée de Montjuzet (sculpture gallo-romaine) », sans donner plus d'information sur l'origine de cet artefact. Une des rues au flanc de la colline porte aujourd'hui le nom de « rue des fées ».  

## Un vignoble réputé

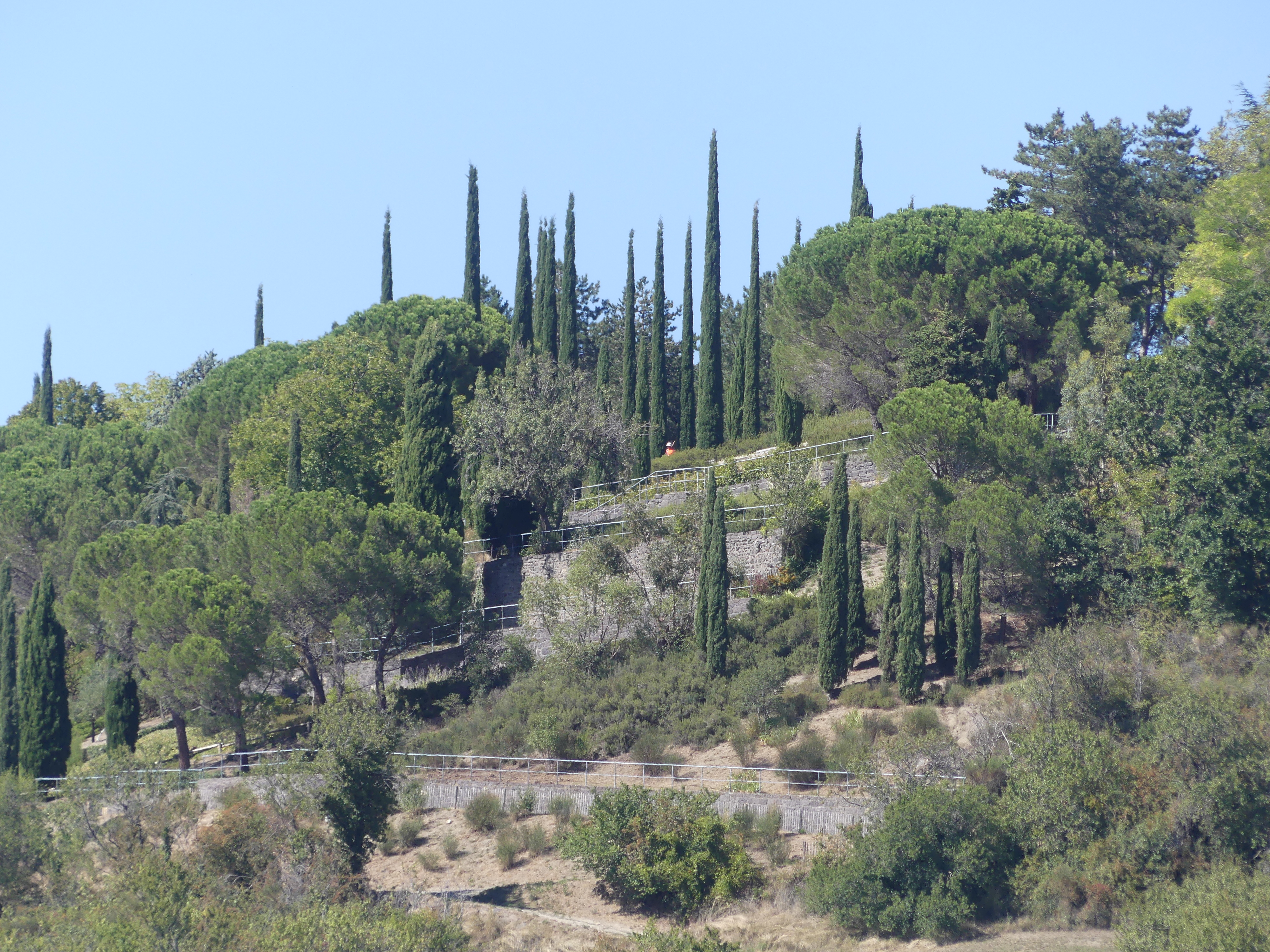
Coteau de Montjuzet avec ses cyprès.

Le mont possédait des terres viticoles et une réputation vinicole excellente encore au milieu du XXe siècle. Ainsi définissait le vin, de cette partie de Clermont-Ferrand, Auguste Perreau en 1946 : 
Ses beaux cépages et raisins blancs et noirs : gamays d'Auvergne, chasselas, pinots de Bourgogne et néïroux, non encore atteints par le phylloxera, rivalisaient alors en qualité avec ceux des tout proches vignobles des Côtes et de Chanturgue, ces derniers tout particulièrement renommés.

## Art contemporain
Trois sculptures contemporaines sont installées dans le parc : 
- Boule erratique ou Fenêtre (1997) de Takashi Naraha[10]
- Fontaine à induction chromatique (1996) de Carlos Cruz-Díez[11]
- Racine de Jean Chauchard[12]